# سانتو علیه زامبی‌ها
سانتو علیه زامبی‌ها (به اسپانیایی: Santo contra los Zombies) (همچنین در ایران با عنوان سانتو شناخته می‌شود) یک فیلم مکزیکی محصول سال ۱۹۶۱ به کارگردانی بنیتو آلازراکی است. این فیلم شخصیت محبوب ال سانتو را در فیلمی به سبک عامه‌پسند به تصویر می‌کشد.

## بازیگران
- سانتو در نقش سانتو / سانتو
- آرماندو سیلوستر به عنوان ستوان سانمارتین / ستوان ساواج
- هایمه فرناده در نقش د. رودریگز
- داگوبرتو رودریگز در نقش دیت. چی فالمادا
- ایرما سرانو در نقش دیت. ایزابل
- کارلوس آگوستو در نقش جنارو / عمو هربرت
- رامون بوگارینی در نقش روجلیو / راجر، پرستار مرد
- فرناندو اوسس در نقش دورل، کشتی‌گیر زامبی شده
- ادواردو بونادا
- ادواردو سیلوستره
- ژولین د مریشه
- الخاندرو کروز در نقش سیاه سایه، کشتی‌گیر (در نقش سیاه سایه)
- گوری گررو در نقش کشتی‌گیر (در نقش گوری گررو)
- سوگی سیتو در نقش کشتی‌گیر
- گلادیاتور در نقش کشتی‌گیر

## اکران
این یکی از اولین فیلمهای سانتو بود و اولین فیلمی بود که در ایالات متحده توزیع شد.

## استقبال
پیتر دندل، نویسنده در دانشنامه فیلم زامبی، گفت: «تماشای فیلم ماجراجویی، قهرمانی با طرح کتاب-کمیک و شروری با روحیه MST-3K سرگرم کننده است».